# Zofia Dorota Pruska
Zofia Dorota Maria Pruska, niem. Sophia Dorothea Marie von Preußen (ur. 25 stycznia 1719 w Berlinie, zm. 15 listopada 1765 w Schwedt nad Odrą) – księżniczka pruska jako córka Fryderyka Wilhelma I, tytularna margrabina brandenburska na Schwedt jako żona Fryderyka Wilhelma.
Urodziła się jako dziewiąte dziecko i piąta córka Fryderyka Wilhelma I (1688–1740), króla w Prusach i jego żony Zofii Doroty Hanowerskiej (1687–1757). Spośród licznego rodzeństwa tylko dziesięcioro dożyło wieku dojrzałego. Wśród nich miała czterech braci: starszego Fryderyka II (1712–1786), młodszych Augusta Wilhelma (1722–1758), Henryka (1726–1802) i Augusta Ferdynanda (1730–1813), oraz pięć sióstr: Wilhelminę (1709–1758), Fryderykę Ludwikę (1714–1784), Filipinę Karolinę (1716–1801), Ludwikę Ulrykę (1720–1782) i Annę Amelię (1723–1787).
10 listopada 1734 w Poczdamie wyszła za mąż za Fryderyka Wilhelma (1700–1771), tytularnego margrabiego Brandenburgii na Schwedt. Jej mąż wywodził się z bocznej linii Hohenzollernów, był synem Filipa Wilhelma (1669–1711) i Joanny Karoliny Anhalckiej-Dessau (1682–1750). Małżeństwo zamieszkało w rodowej siedzibie, Schwedt nad Odrą. Z racji na różnicę wieku i ekstrawagancki sposób bycia Fryderyka, małżonkowie stopniowo odsuwali się od siebie. Zofia Dorota zamieszkała ostatecznie w Peterhofie. Pomimo to urodziła mężowi pięcioro dzieci.

## Dzieci
- Jerzy Filip (10 września 1741 – 28 kwietnia 1742)
- Zofia Dorota (18 grudnia 1736 – 9 marca 1798); żona Fryderyka Eugeniusza Wirtemberskiego. Mieli dwanaścioro dzieci.
- Ludwika (22 kwietnia 1738 – 10 lutego 1820); wyszła za swojego wuja Augusta Ferdynanda Hohenzollerna. Mieli siedmioro dzieci.
- Filipa (10 października 1745 – 1 maja 1800); żona Fryderyka II z Hesji-Kassel. Małżeństwo było bezdzietne.
- Jerzy Fryderyk (3 maja 1749 – 13 sierpnia 1751)